# Novais (São Paulo)
Novais is een gemeente in de Braziliaanse deelstaat São Paulo. De gemeente telt 3.974 inwoners (schatting 2009).